# Anders Gustafsson
Anders Gustafsson (Jönköping, 7 de abril de 1979) es un deportista sueco que compitió en piragüismo en la modalidad de aguas tranquilas. Ganó cuatro medallas en el Campeonato Mundial de Piragüismo entre los años 2009 y 2011, y seis medallas en el Campeonato Europeo de Piragüismo entre los años 2007 y 2012.

## Palmarés internacional
| Campeonato Mundial | Campeonato Mundial     | Campeonato Mundial | Campeonato Mundial |
| Año                | Lugar                  | Medalla            | Competición        |
| ------------------ | ---------------------- | ------------------ | ------------------ |
| 2009               | Dartmouth (Canadá)     | Medalla de plata   | K1 500 m           |
| 2009               | Dartmouth (Canadá)     | Medalla de plata   | K1 1000 m          |
| 2010               | Poznań (Polonia)       | Medalla de oro     | K1 500 m           |
| 2011               | Szeged (Hungría)       | Medalla de plata   | K1 1000 m          |
| Campeonato Europeo |                        |                    |                    |
| Año                | Lugar                  | Medalla            | Competición        |
| 2007               | Pontevedra (España)    | Medalla de plata   | K1 500 m           |
| 2009               | Brandeburgo (Alemania) | Medalla de oro     | K1 500 m           |
| 2009               | Brandeburgo (Alemania) | Medalla de plata   | K1 1000 m          |
| 2010               | Corvera (España)       | Medalla de plata   | K1 500 m           |
| 2011               | Belgrado (Serbia)      | Medalla de plata   | K1 500 m           |
| 2012               | Zagreb (Croacia)       | Medalla de oro     | K1 500 m           |